# Trochalus malelanus
Trochalus malelanus är en skalbaggsart som beskrevs av Moser 1916. Trochalus malelanus ingår i släktet Trochalus och familjen Melolonthidae. Inga underarter finns listade i Catalogue of Life.